# Lou Roy-Lecollinet
Lou Roy-Lecollinet (nacida el 1 de agosto de 1996) es una actriz francesa. Fue nominada para los premios César como actriz revelación en 2016 por su trabajo en la película Tres recuerdos de mi juventud.

## Vida y carrera
Lou Roy-Lecollinet nació en Saint-Maur-des-Fossés, un suburbio de París. Mientras estudiaba en el instituto, y siguiendo el consejo de su profesor de teatro, fue elegida para interpretar la película Tres recuerdos de mi juventud, dirigida por Arnaud Desplechin. En alguna entrevista ha afirmado que se ha convertido en actriz por casualidad. En una ocasión sostuvo que «no quise ser una actriz. Solo quise dirigir obras en un escenario.»
La película, una precuela del director sobre una película anterior: Comment je me suis disputé... (ma vie sexuelle), de 1996, fue presentada en el Festival de cine de Cannes 2015. También estuvo nominada para el premio César a la actriz revelación por su trabajo en la cinta.

## Filmografía
| Año  | Título                        | Papel         | Director                             | Notas                                                                                                   |
| ---- | ----------------------------- | ------------- | ------------------------------------ | --- |
| 2015 | Tres recuerdos de mi juventud | Esther        | Arnaud Desplechin                    | Nominada - Premios César - Mejor Actriz Revelación Nominada- Premios Lumières - Mejor Actriz Revelación |
| 2016 | Petit homme                   | Nat           | Nathanaël Guedj                      | Cortometraje                                                                                            |
| 2016 | Jeunesse                      | Young woman   | Shanti Masud                         | Cortometraje                                                                                            |
| 2016 | La tortue                     | Julie         | Thomas Blumenthal & Roman Dopouridis | Cortometraje                                                                                            |
| 2017 | 50 primaveras                 | Lucie Tabort  | Blandine Lenoir                      | |
| 2017 | Paris etc                     | Allison       | Zabou Breitman                       | Serie de TV (12 episodios)                                                                              |
| 2018 | Fiertés                       | Young Aurélie | Philippe Faucon                      | Serie de TV (1 episodio)                                                                                |
| 2023 | La quimera                    | Mélodie       | Alice Rohrwacher                     | |